# Patent foramen ovale

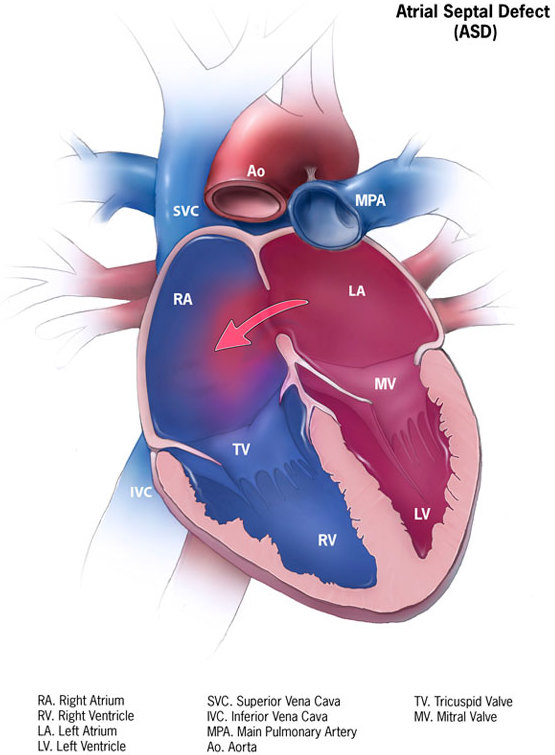
Patent foramen ovale, hålet mellan hjärtats förmak.

Patent foramen ovale (PFO) är ett litet hål mellan hjärtats förmak. Det är en rest av foramen ovale som finns hos foster och som normalt sluts vid födseln när den nyfödda tar sina första andetag. Hos ca 75 % av alla spädbarn har hålet helt slutits inom några månader. Hos de ca 25 % resterande förblir foramen ovale öppen, vilket då kallas patent foramen ovale (PFO).
PFO har i vissa fall visat en ökat risk för stroke då blodproppar som finns i cirkulationen kan passera från höger till vänster sida av hjärtat, genom PFO:n och upp till hjärnan.